# Ivar Andreas Aasen
Ivar Andreas Aasen, norveški filolog, * 5. avgust 1813, Sunnmøre, Norveška, † 23. september 1896, Oslo, Norveška.
Aasen je utemeljitelj norveškega knjižnega jezika. Po njegovi zaslugi je norveški ljudski jezik ladsmal, sestavljen iz raznih narečij, postal norveški knjižni jezik, namesto do takrat uporabljenega dansko-norveškega 
riksmala.
Najlepše Aasenove lirske pesmi so zbrane v delu Symara